# Бражник хорватський
Бражник хорватський (Hemaris croatica) — вид комах з родини Бражникові (Sphingidae).

## Поширення
Альпи, Балкани, Угорщина, Донський регіон, Нижнє та Середнє Поволжя, Кавказ, Закавказзя, Мала та Передня Азія, Близький Схід, південний Урал, західний Казахстан.
В Україні поширений у Криму, Донецькій та Луганській областях.

## Морфологічні ознаки
Розмах крил 35-64 мм. Відрізняється від інших представників роду відсутністю прозорих ділянок на крилах. Переднє крило зелене з темно-коричневим зовнішнім краєм. Заднє — червоно-коричневе. Черевце зелене з темно-коричневою перев'язкою, дистальний кінець черевця чорний.

## Особливості біології
Стенобіонтний вид. У південносхідному Криму мешкає виключно на середньогірських скельних виходах (200–700 м н. р. м.). У західній частині ПБК, передгірському та рівнинному Криму — у гірсько-ксерофітних та петрофітно-степових асоціаціях. У Донецькій та Луганській областях також заселяє петрофітно-степові ділянки. Фенологія складна: дає 1 повну і ще до 2 часткових генерацій на рік. Літ метеликів триває з середини травня до середини серпня. У Криму в окремі роки зафіксована третя генерація (кінець серпня-вересень). Метелики активні вдень за сонячної погоди. У південносхідному Гірському Криму та у Ласпі гусінь живиться листям та квітками головачки шкірястої, в західній частині ПБК та передгірного Криму кормова рослина — скабіоза срібляста, у степовому Криму — головачка уральська. Самиця відкладає близько 100 яєць, прикріплюючи їх по одному до листя кормової рослини. Розвиток яйця триває 3-4 дні, гусені — 18-22 дні, незимуючої лялечки — 13-17 днів. Зимує лялечка у ґрунті.

## Загрози та охорона
У степовій зоні причинами депресій можуть бути скорочення місць перебування та погіршення їхнього стану внаслідок господарської діяльності (перевипас, викошування трав, пожежі, тощо).
Охороняється у Казантипському, Опукському, Карадазькому, Луганському ПЗ та у Тарханкутському ландшафтному заказнику у комплексі з іншими видами. Доцільно створити ентомологічні заказники у місцях перебування виду (із забороною випасу худоби та сінокосу).